# Game set & match
Game set & match är ett studioalbum från 2016 av Wizex.

## Låtlista
1. Jag ger dig mitt hjärta
2. Har du sagt A (måste du säga B)
3. Väljer dig igen
4. Game set & match
5. Allt beror på dig
6. Fest i vår by
7. Jag tror på dig
8. Vid havet
9. Som gamla de sjunga (så kvittrar de unga)
10. Om inte du
11. Min egen stad
12. Elvis Presley-medley:  I Remember Elvis Presley / Are You Lonesome Tonight / I Want You, I Need You, I LOve You / Love Me Tender / Crying In The Chapel / Can't Help Falling In Love
13. Hjärtat bankar
14. Slit och släng (med Tony Irving)

### Fotnoter
1. ↑  ”Schlagers på väg”. Ginza musik. 28 februari 2016. https://www.ginza.se/product/wizex/game-set-match-2016/10561/. Läst 11 november 2016.